# 186835 Normanspinrad
186835 Normanspinrad è un asteroide della fascia principale. Scoperto nel 2004, presenta un'orbita caratterizzata da un semiasse maggiore pari a 2,3568221 UA e da un'eccentricità di 0,1242236, inclinata di 7,46761° rispetto all'eclittica.